# سامسون‌خان
سامسون یاکوولیه‌ویچ ماکینتسف (به روسی: Самсон Яковлевич Макинцев)، معروف به سامسون‌خان (۱۷۷۶–۱۸۴۹ م) و سام‌خان یا سمسام‌خان اوروس، سردار روسی الاصل ارتش ایران در زمان جنگهای ایران و روس بود که از ارتش روسیه فرار کرده و به ایران پیوسته بود. سامسون‌خان، فرمانده گردان بهادران در ارتش ایران بود که کلاً از فراریان روس تشکیل شده بود. سامسون‌خان و پناهندگان روس نه تنها در جنگ‌های ایران و روس ضد روسیه وارد جنگ شدند، بلکه در جنگ ایران و عثمانی (مخصوصا جنگ توپراققلعه) هم شرکت مؤثر داشتند و در سرکوب شورش‌های داخلی (مثل شورش سالار و جنگ هرات) نقش به‌سزایی برعهده گرفتند.

## زندگی‌نامه
سامسون‌خان در سال ۱۷۷۶ در خانواده‌ای به دنیا آمد که اصالت روسی داشتند و از ناحیه اوکراین کنونی به ناحیه قفقاز آمده بودند. روسها به تدریج از میانه قرن شانزدهم میلادی، شروع به ایجاد زیرساختهای نظامی در ناحیه شمال قفقاز کردند که به ناحیه روس نشین اوکراین امروزی (روسیه کوچک) متصل بود که در اصطلاح خط قفقاز شمالی نامیده می‌شد. سامسون خان بعنوان «فرزند سرباز» (به روسی: Солдатские дети) در تشکیلات طبقاتی آنزمان روسیه، اجازه شرکت در مدارس نظامی را در مقابل خدمت اجباری در ارتش روسیه داشت. در ۱۴ سپتامبر ۱۷۹۹ در هنگ نیژنی نووگورود به عنوان شیپورچی استخدام شد. در ۱۸۰۲ از ارتش روسیه فرار کرد و به ایران پناهنده شد. علت قطعی پناهندگی او به ایران معلوم نیست، اما همکارانش در هنگ نیژنی نووگورد ادعا می‌کردند که شیپور نقره‌ای هنگ را دزدیده بوده. اسناد هنگ در اول ژانویه ۱۸۰۰ او را چنین توصیف می‌کند :
سامسون ماکانتسف، فرزند یاکوولو، ۱۹ ساله، قد دو آرشین و چهارو نیم ورشوک(۱۶۲ سانتیمتر). صورت سفید، موی زرد روشن، چشمان خاکستری؛ می‌تواند روسی بخواند و بنویسد. مجرد. در ۱۴ سپتامبر ۱۷۹۹ به عنوان دراگون وارد گروهان سرگرد کولیکوسکی شد.

### هنگ بهادران
پس از پیوستن به ارتش ایران در هنگ پیاده‌نظام مدافع ایروان به عنوان نایب (ستوان) مشغول به خدمت زیر نظر حسن خان سردار ایروانی شد. به‌تدریج حدود نیمی از هنگ ایروان را فراریان روس تشکیل دادند. کمی بعد سامسون‌خان به درجه سلطان (سروان) ارتقاء پیدا کرد. هم‌زمان با موفقیت سامسون‌خان در گردآوری پناهندگان روس و هنگام سان دیدن عباس میرزا، درجه سامسون‌خان به یاور (سرگرد) تبدیل شد. با توجه به اینکه حسن‌خان سردار نه از نظر دینی با پناهندگان همسانی داشت و نه از نظر زبانی؛ با درخواست پناهندگان، عباس‌میرزا یک هنگ مجزا بنام بهادران تشکیل داد که فرمانده ایشان سرهنگ سامسون‌خان شد. این هنگ بعداً از ارامنه محلی و نسطوریان هم عضوگیری می‌نمود. بیشتر اعضای هنگ، خرده مالکین روس اهل جنوب قفقاز بودند که مسیحی باقی‌مانده و مسلمان نشده بودند.
فرار از خدمت مشکل بزرگی در ارتش روسیه به‌طور اعم و در قفقاز بشکل اخص بود. با توجه به اینکه سربازان وظیفه از میان روستاییان فقیر انتخاب می‌شدند و طول مدت خدمت ایشان بیست و پنج سال بود طبیعی بنظر می‌رسد که وفاداری در چنین ارتشی پایین باشد. با طول کشیدن جنگ و بروز گرسنگی، بسیاری از روس‌ها بخاطر کمبود مواد غذایی از ارتش فرار می‌کردند. در قفقاز با توجه به اینکه حاکمیت روسیه محدود به چند پادگان روس بود و روستاییان محلی به روس‌ها در فرار کمک می‌کردند، سربازان روس به راحتی از خدمت می‌گریختند. در مورد تعداد این پناهندگان اختلاف نظر وجود دارد چونکه برای روس‌ها صرف وجود هنگ روسیان فراری منبع ناراحتی و شرمساری سیاسی و مایه تشویق فراریان جدید بود.دانشنامه ایرانیکا تعداد سربازان هنگ پناهندگان به ایران را بین ۱۵۰۰ تا ۲۰۰۰ نفر تخمین می‌زند در صورتی که منبع دیگر این تعداد را بالغ بر ۶۰۰۰ نفر می‌داند.
از این تعداد، یک گروه ۲۰۰ نفره در نبرد اصلاندوز شجاعانه ضد روس‌ها جنگیدند و یک گروه ۴۰۰ نفره در نبرد تالش سهم کوچکی داشت. بیشتر افراد هنگ بهادران یا طی نبرد اصلاندوز کشته شدند یا آن‌هایی که اسیر شدند توسط دادگاه صحرایی اعدام گشتند. البته دادگاه نظامی روسیه ۵۷ نفر از اعضای هنگ ۹۷ پیاده (به روسی: Троицкого пехотного полка) که طی شکست ارتش روسیه در نبرد سلطان‌آباد اسیر شده بودند و به هنگ بهادران پیوسته بودند، پس از اظهار پشیمانی بخشید و اعدام ننمود. سامسون‌خان و عده کمی موفق به شکستن حلقه محاصره شدند و بعد از اتمام اولین دور نبرد ایران و روسیه دوباره هنگ پناهندگان را با اعضای جدید بازسازی نمودند.

### بازگرداندن پناهندگان
اولین تلاش برای بازگرداندن فراریان، در ۱۸۱۷م توسط الکسی پترویچ یرملوف (نایب‌السلطنه آینده روسیه در قفقاز) انجام شد که ناموفق بود. اهمیت بازگرداندن سربازان فراری روس، از نظر جمع‌آوری اطلاعات دقیق در مورد حکومت و نظام سیاسی ایران، ویژگی‌های جغرافیایی شهرها، روستاها، آمارساکنان و وضعیت نیروی نظامی بوده‌است. بنا بر پیمان گلستان، اسیران دو طرف حق بازگشت داشتند، در صورتی که فراریان آزاد بودند که بمانند یا بروند. ایرانیان به یرملوف اطمینان دادند که مانع بازگشت فراریان نمی‌شوند، اما یرملوف ادعا نمود که به صورت پنهانی افراد هنگ پناهندگان را پنهان نموده‌اند و ادعا می‌کنند که ضد کردهای تابع عثمانی که به روستاهای آذربایجان هجوم آورده‌اند مشغول عملیات نظامی هستند. در نهایت یرملوف و عباس میرزا جروبحث نمودند و یرملوف تهدید کرد که بر اساس پیمان گلستان، عباس‌میرزا را وارث تاج و تخت نخواهد دانست. این تهدید باعث شد که شاهزاده پیشنهاد کند ۴۰ نفر از فراریان را تحویل بدهد که یرملوف قبول نکرد و در مقابل درخواست کرد که سامسون‌خان را دار بزند. در نهایت هیچ نتیجه‌ای حاصل نشد.
گریبایدوف، نماینده آینده معروف تزار در ایران، در این هنگام منشی هیئت بود و او هم تحت تأثیر روش قدرتنمایانه یرملوف در ۱۸۱۹ درخواست برای بازگرداندن فراریان را ادامه داد. او حتی از تک تک فراریان سؤال کرد که مایل به ماندن هستند یا خیر. سرانجام ۱۶۸ نفر اعلام نمودند که مایل به بازگشت هستند. منابع روسی، اقدام عباس‌میرزا در هنگام خداحافظی با این عده و تأکید او بر عدم آزار آنان در روسیه را غیرصادقانه ارزیابی نموده‌اند. به هرحال سرانجام جلسه مذاکره هنگامی که عباس‌میرزا از سامسون‌خان برای حضور در جلسه دعوت نمود، برهم خورد و گریبایدوف گفت نه تنها حضور سامسون‌خان رذل را در جلسه تحمل نمی‌کند، بلکه به او به عنوان یک مأمور برگزیده روس توهین شده که می‌خواهند چنین فردی را به جلسه‌ای بیاورند که او در آن حاضر شده‌است و اضافه کرد 
حتی اگر او ژنرال شما باشد، افسر من است و برای من او اهریمنی است که حتی به او نگاه هم نخواهم کرد!
در چهارم سپتامبر ۱۸۱۹، گروه گریبایدوف تبریز را ترک نمود و ۱۵۵ نفر از فراریان سابق را به روسیه برگرداند (تعداد از ۱۶۸ نفر کمتر است زیرا تعدادی بین راه از گروه جدا شدند). آنانی که بازگشتند، مورد بخشش قرار گرفتند و دو سوم فراریانی که در ایران ماندند، اظهار کردند که مسلمان شده‌اند تا آن‌ها را به زور روسیه بازنگردانند.
در ۱۸۲۶ م - ۱۲۴۱ ق، نوسکولوف (I. Noskov)، از اعضای هیئت یرملوف، ۲۵۰ نفر از اسیران روسی را به روسیه برگرداند که فتحعلی‌شاه به صورت غیرمنتظره‌ای پیشنهاد کرده بود آن‌ها را به این افسر روسی به عنوان پیشکشی بدهد!

### شرکت در نبردهای دیگر
سامسون‌خان و نظامیان فراری روس در جنگ ایران و عثمانی، مخصوصاً در نبرد شهر وان و پیروزی توپراق‌قلعه نقش مهمی داشتند.
در دوره دوم جنگ‌های ایران و روس (۱۸۲۶–۱۸۲۸) سامسون‌خان ابتدا گفت که به انجیل قسم خورده که ضد همکیشان خودش وارد نبرد نشود و هنگ بهادران تنها به عنوان نیروی ذخیره عمل کند. به هرحال در ۱۳ سپتامبر ۱۸۲۶، در نبرد شهر گنجه، هنگ پناهندگان روس از جناح راست سنگر ایرانیان دفاع کرد. در ۱۸۲۹، شمار نیروی هنگ بهادران ۱۴۰۰ نفر بود، اما یک همه‌گیری وبا در ۱۸۳۰، تعدادشان را کاهش داد.
در ۱۸۳۰، هنگ روسیان در خراسان در جنگ ضد ترکمانان و کردان شرکت کرد. در۱۸۳۲ م (۱۲۴۷ ق) در لشکرکشی ضد حاکم هرات شرکت نمودند و نقش مهمی داشتند. در سال بعد تحت فرماندهی فرزند عباس میرزا (محمدشاه بعدی) برای سرکوب شورش‌هایی که بدنبال فوت عباس میرزا به وجود آمده بود وارد نبرد شدند. بدنبال آن و با مرگ فتحعلیشاه، عموی محمدشاه یعنی علی میرزا ظل‌السلطان در پایتخت در پی بدست آوردن تخت پادشاهی بود که با ورود نیروی آذربایجان به پایتخت، از سرپیچی منصرف شد. روس‌های پناهنده به ایران، در اینجا هم ارگ سلطنتی را اشغال کردند و به عنوان محافظ شخصی شاه انتخاب شدند.
طی سال‌های ۱۸۳۵ تا ۱۸۳۸، سامسون‌خان و هنگ روس‌ها در عملیات نظامی در خراسان و همچنین ضد ترکمانان و باردیگر علیه حاکم شورشی هرات وارد عمل شدند که در ماه ژوئیه ۱۸۳۸، سامسون‌خان حین هجوم ضد هرات شدیداً مجروح شد.

### اعدام باب
زعیم‌الدوله می‌نویسد که هنگام اعدام سید علی‌محمد باب، سه هنگ سرباز در میدان حاضر بوده که هنگ بهادران به فرماندهی سامسون‌خان داوطلب اجرای حکم اعدام باب شده و دستور شلیک را نیز سامسون‌خان داده‌است. ابتدا سام‌خان فرمانده فوج به صدای نظامی فرمان تیراندازی داده. تیر به طناب باب خورده، طناب بریده شده و او فوری بدرون یکی از اتاقک‌های سربازخانه که نزدیک محل افتادن وی بود، فرار کرده و در آنجا پنهان شده بود. تماشاچیان و سربازان بعلت دود زیاد تفنگ‌ها نتوانستند سقوط باب و فرارش را ببینند؛ و چون مردم باب را ندیدند، فریادشان بلند شد و در خیال افتادند و پیش خود فکر کردند: آیا باب به هوا پرواز کرده؟ آیا از نظرها پنهان شده؟
درجه‌داران فوج و سرجوخه‌ها از هیجان مردم و هجوم آن‌ها به وحشت افتادند، اما سامسون‌خان فرمان داد تا نظامیان خط سه گوش نظامی تشکیل دادند و بدین وسیله جلو هجوم مردم را گرفتند، آنگاه به سرکردگان فوج دستور داد تا حجرات میدان را بگردند و باب را پیدا کنند. باب را در یکی از اتاقک‌ها پیدا کرده با زور او را بیرون کشیده، و دوباره مانند اول با طناب بسته و تیربارانش نمودند.
منابع بهایی نوشته‌اند که نظامیان مسلمان که در دور اول اعدام باب حاضر به شلیک نشدند در دور دوم پس از یافتن وی حاضر به تیراندازی شدندو به نوشته این منابع در دور دوم سام خان حاضر به شلیک نشد.

### تزار نیکلا و پناهندگان
در ۱۸۳۷ تزار نیکلای یکم که برای بازدید به قفقاز آمده بود در ایروان به محمدشاه قاجار پیام فرستاد که هنگ پناهندگان روس در ایران حتماً باید منحل شود و روس‌ها به روسیه بازگردند. او حتی پادشاه ایران را به جنگ هم تهدید نمود. شاه ناچار به قبول شد و سرانجام پس از اینکه کار پناهندگان روس حتی به درگیری با نماینده دولت روسیه که طی آن لو آلبرند (به روسی: Лев Львович Альбранд) تهدید به قتل شد، ۵۹۷ سرباز روس هنگ بهادران همراه خانواده به روسیه برگشتند. همراه این عده ۲۰۶ نفر زن که همسران افراد بودند و ۲۸۱ کودک که فرزندان ایشان بودند به روسیه آمدند.

### شورش خراسان
پس از بازگرداندن پناهندگان، اهمیت سامسون‌خان کاهش یافت، اما بازهم در سرکوب شورش خراسان نقش داشت. در سال ۱۸۳۸ در اواخر پادشاهی محمدشاه سامسون‌خان و افرادش شورش پسردایی شاه، حسن خان سالار را در خراسان سرکوب کردند.

### مرگ
شش ماه پس از سرکوب شورش در خراسان، سامسون‌خان در ۷۳ سالگی درگذشت. بنا بر وصیتش او را در روستای سهرل در کلیسای هوهانس مقدس که بنا کرده بود دفن نمودند.

## برای مطالعهٔ بیشتر
- زعیم الدوله تبریزی، میرزا محمد مهدیخان، مفتاح باب‌الابواب در تاریخ صحیح باب و بهاء، به اهتمام کتابخانه شمس، ترجمه حاج شیخ حسن فرید گلپایگانی، تهران، ۱۳۴۰ ش